# Raghunathpur (Katihar)
Raghunathpur is een census town in het district Katihar van de Indiase staat Bihar. 

## Demografie
Volgens de Indiase volkstelling van 2001 wonen er 5601 mensen in Raghunathpur, waarvan 55% mannelijk en 45% vrouwelijk is. De plaats heeft een alfabetiseringsgraad van 53%. 